# معاهدة أخال
معاهدة أخال المعروفة أيضًا باسم اتفاقية حدود أخال-خراسان هي اتفاقية وُقّعت بين إيران القاجارية والإمبراطورية الروسية في 21 سبتمبر 1881، لتوثيق اعتراف إيران الرسمي بضم خوارزم إلى الإمبراطورية الروسية. اشتق عنوان المعاهدة من اسم المنطقة الواسعة الواقعة شمال خراسان، حيث كانت تعيش قبيلة تركمان [الإنجليزية] تكي، أهال.

## الخلفية
في عام 1856، هُزمت روسيا في حرب القرم على يد تحالف من القوات البريطانية والفرنسية والعثمانية، مما غيّر اتجاه التوسع الروسي من أوروبا إلى آسيا الوسطى. وفي إطار سعيها لسياسة التوسع الإقليمي، سيطر الروس على طشقند في عام 1865 قبل الوصاية على إمارة بخارى في عام 1868. كما حصلت روسيا على سمرقند ودُفعت تعويضات حرب لها نتيجة انتصارها على بخارى. في عام 1869، أظهرت روسيا وجودها على السواحل الجنوبية الشرقية لبحر قزوين من خلال تأسيس قاعدة بحرية في كراسنووودسك وتعزيزها وتقويتها. بعد ذلك، أكد الروس في طهران للمحكمة الفارسية أن روسيا تعترف بحدود إيران على طول مجرى نهر آترك بأكمله، وأنها لا تنوي إقامة قواعد عسكرية على تلك الحدود.
أدت الطموحات الإمبريالية الروسية إلى الاستيلاء على خانية خيوة وخانية خوقند في عام 1873 وعام 1876 على التوالي، ولاحقًا إلى احتلال قلعة جيك تبه [الإنجليزية] بعد حملتين عسكريتين ضد التركمان في عام 1879 وعام 1881. ومع سقوط آخر معقل للتركمان، فرضت روسيا معاهدة أخال على إيران القاجارية.